# St. Jakobus major (Abtsdorf)

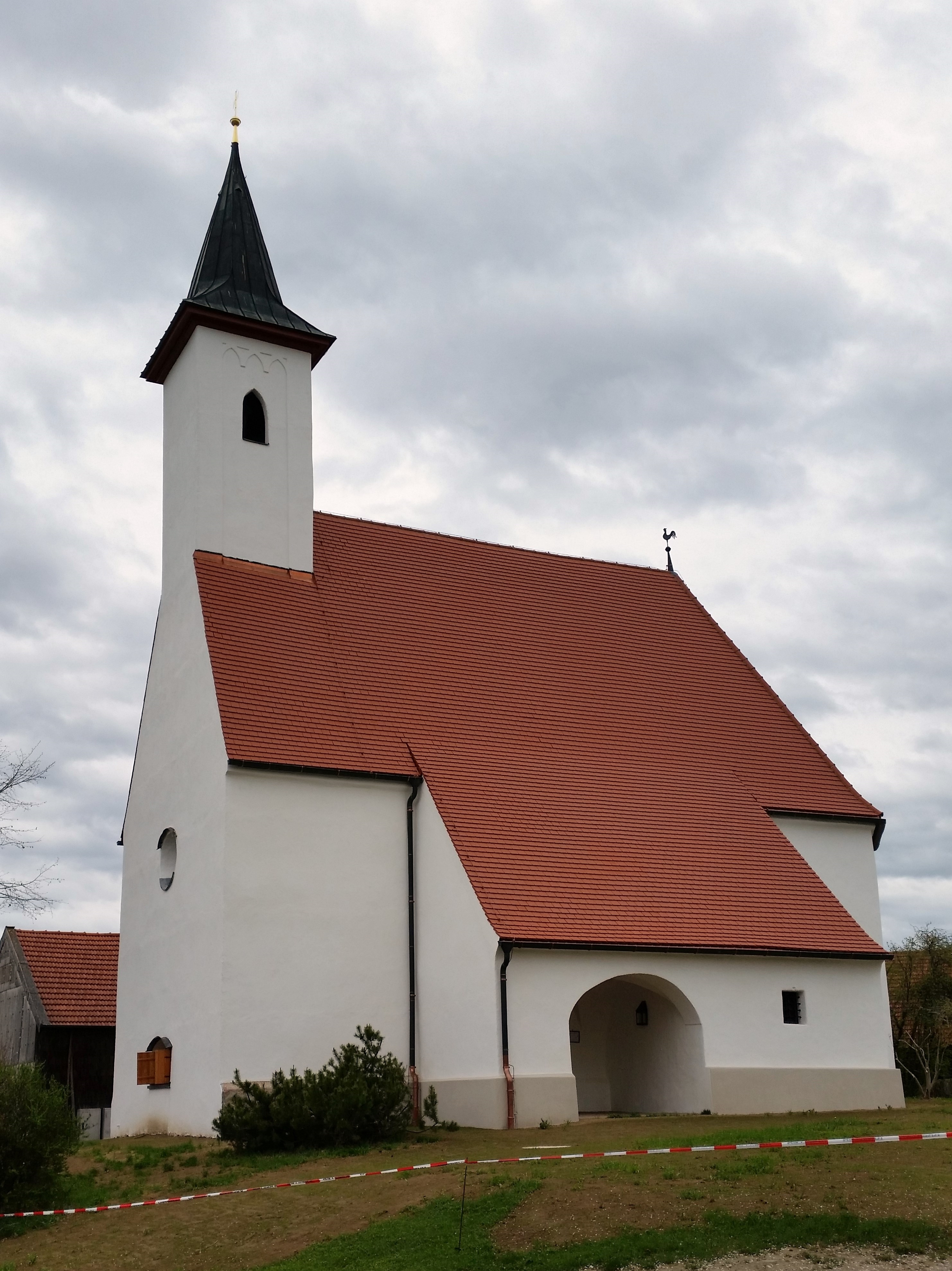
St. Jakobus major in Abtsdorf

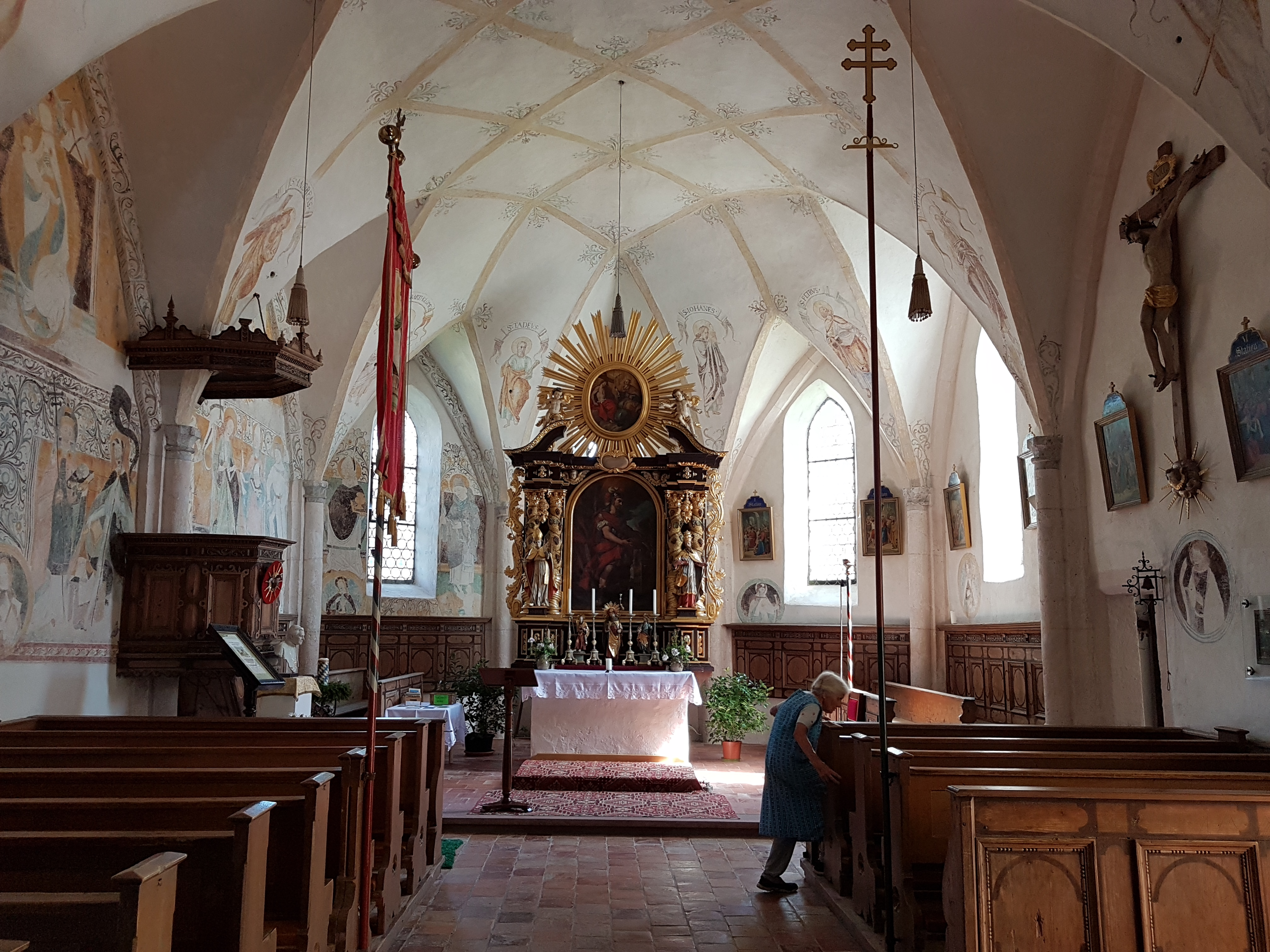
Innenraum

Die römisch-katholische Filialkirche St. Jakobus major steht in Abtsdorf, einem Gemeindeteil der Gemeinde Saaldorf-Surheim im oberbayerischen Landkreis Berchtesgadener Land. Das Bauwerk ist in der Liste der Baudenkmäler in Saaldorf-Surheim als Baudenkmal unter der Nr. D-1-72-130-11 eingetragen. Die Kirche, die das Patrozinium von Jakobus dem Älteren trägt, gehört zum Dekanat Berchtesgadener Land im Erzbistum München und Freising.

## Beschreibung
Die gotische Saalkirche wurde um 1466 erbaut und im 17. Jahrhundert ausgebaut. Sie besteht aus dem Langhaus, dem dreiseitig geschlossenen Chor im Osten, einer Vorhalle mit der Sakristei an der Südwand des Langhauses und einem neugotischen Dachreiter, der sich aus dem Satteldach des Langhauses im Westen erhebt.
Der Innenraum ist mit einem Stichkappengewölbe überspannt. Der Altar wird von den Statuen des heiligen Urban und des Virgil von Salzburg flankiert. Das Altarretabel hat 1688 Johann Michael Rottmayr mit Florian von Lorch bemalt. Die Fresken an den linken Seitenwänden und in den Gewölbe-Zwickeln des Chors sind um 1500 entstanden. Das an der südlichen Langhauswand angebrachte Kruzifix stellt das ehemalige Chorbogenkreuz dar und stammt aus der Zeit um 1680.